# Avvistamento della contea di Portage
Per avvistamento della contea di Portage si intende un avvistamento di UFO verificatosi nel 1966 negli USA da parte di un ufficiale e un agente di polizia, che dall'Ohio inseguirono l'oggetto con l'auto di servizio oltre il confine di stato con la Pennsylvania.

## L'avvistamento
Il 17 aprile 1966 il vice sceriffo Dale Spaur e l'agente ausiliario temporaneo Wilbur “Barney” Neff, della polizia della contea di Portage, erano di pattuglia con l'auto di servizio. Alle 4,45 a.m. sentirono alla radio una comunicazione della polizia della contea di Summit, che segnalava alle centrali di polizia delle contee vicine di avere ricevuto la telefonata di una donna che affermava di avere visto in cielo un UFO. Poco dopo (alle 5:00) mentre si trovavano sulla Route 224 vicino a Ravenna, Spaur e Neff notarono un'auto abbandonata e si fermarono per controllare. Mentre Neff controllava l'auto, Spaur si guardò intorno come d'abitudine e notò dietro di sé un oggetto luminoso in cielo, che si muoveva tra le cime degli alberi. Il vice sceriffo richiamò l'attenzione dell'agente ausiliario. Secondo il racconto dei due ufficiali di polizia, l'oggetto si fermò, la zona dove si trovavano si illuminò ed essi sentirono calore sugli abiti e sulle mani. I due rimasero immobilizzati dalla paura, poi si scossero, raggiunsero l'auto e si sedettero. L'oggetto si mosse verso est e poi si fermò nuovamente. Spaur chiamò la centrale con la radio dell'auto e il sergente Schoenfelt gli disse di seguire l'oggetto e di tenerlo sotto osservazione. Spaur percorse la Route 183 verso sud e poi la Route 224 verso est, seguendo l'oggetto che secondo la sua stima si muoveva a più di 150 Km/h. Alle prime luci dell'alba, l'oggetto rivelò un aspetto metallico e la sua forma sembrava quella di un cono gelato. Quando l'auto era costretta a fermarsi per il traffico o i semafori, l'oggetto si fermava anch'esso e tornava a muoversi quando i poliziotti ripartivano. Spaur continuò ad inseguire l'oggetto verso est, aggiornando la centrale di polizia sui suoi movimenti. Un ufficiale di polizia della contea di Columbiana, Wayne Houston, in servizio a East Palestine, aveva sentito alla radio la notizia dell'inseguimento dell'UFO e si unì alla caccia appena vide passare l'auto di Spaur che inseguiva l'oggetto. L'inseguimento continuò oltre il confine di stato con la Pennsylvania, nella contea di Beaver. A Conway, dato che si trovava a corto di carburante, Spaur chiese l'aiuto di un'altra auto della polizia, ma la centrale della contea di Portage gli disse di fare rifornimento e rientrare. Spaur si fermò in una stazione di servizio, dove lo aspettava Frank Panzanella, ufficiale della polizia di Conway che aveva sentito la sua chiamata e si offrì di aiutarlo. Spaur notò che anche l'oggetto si era fermato, ma quando salì sull'auto di Panzanella insieme ai colleghi l'oggetto ricominciò a muoversi verso est. Alle 6,15 Panzanella chiamò la polizia di Rochester chiedendo di avvisare l'USAF; poco dopo, i poliziotti sentirono alla radio che erano stati allertati aerei da caccia per intercettare l'oggetto. Panzanella continuò l'inseguimento e i poliziotti videro che l'oggetto diventava sempre più piccolo; quando arrivarono vicino Rochester, l'oggetto svanì. Panzanella riaccompagnò i colleghi alla stazione di servizio. Spaur e Neff ripresero la loro auto, fecero rifornimento e rientrarono a Ravenna. Il loro inseguimento si era protratto per più di 140 km.

## Indagini e spiegazioni
Spaur e Neff fecero rapporto allo sceriffo Ross Dustman. I due poliziotti e l'auto furono esaminati con un contatore geiger per riscontrare segni di radioattività, ma l'esame diede esito negativo.
La storia dell'avvistamento fu divulgata dai giornali; parecchi cittadini contattarono le redazioni e affermarono di avere visto a loro volta un oggetto luminoso in cielo. Il capo della polizia di Mantua, Gerald Buchert, disse di avere avvistato l'UFO da casa sua alle 5,10 a.m. e di averlo fotografato. Due ufficiali di polizia di Salem, Lonnie Johnson e Ray Esterly, affermarono di avere visto tre aerei militari che inseguivano un oggetto luminoso. I controllori del traffico aereo di Oberlin e Pittsburg affermarono di non avere riscontrato segnali radar di velivoli sconosciuti. Il maggiore dell'USAF Hector Quintanilla, direttore del Progetto Blue Book, contattò telefonicamente Spaur e parlò con lui solo pochi minuti. Il 22 aprile Quintanilla rilasciò un comunicato ufficiale, secondo cui Spaur e Neff avevano inizialmente avvistato un satellite artificiale del tipo ECHO e poi avevano inseguito il pianeta Venere. Gli spostamenti del pianeta osservati dai testimoni erano semplicemente un'illusione ottica. Il maggiore affermò anche che non c'era stato alcun intervento di aerei militari. Quanto alla foto di Buchert, era troppo confusa e non dimostrava nulla. La spiegazione di Quintanilla fu rifiutata dai testimoni: Spaur disse che aveva visto Venere molte volte, ma non gli era mai apparso così. Su insistenza dello sceriffo Dustman, anch'egli non convinto dalla spiegazione ufficiale, Quintanilla intervistò nuovamente Spaur, ma il 17 maggio ribadì che a suo avviso c'era stato un errore d'interpretazione di oggetti convenzionali (satellite e Venere); inoltre, quella mattina c'era foschia, per cui Venere aveva un aspetto inusuale.
La spiegazione ufficiale non fu ritenuta sodisfacente dagli ufologi. William Weitzel, investigatore del NICAP, indagò sul caso, intervistando i testimoni e interpellando il dottor William Powers, astronomo dell'osservatorio di Chicago e assistente di Josef Allen Hynek, consulente scientifico del Blue Book. Powers affermò che l'identificazione dell'oggetto con Venere era stata effettuata in modo affrettato e senza consultare Hynek o altri scienziati; in ogni caso, la parte iniziale dell'avvistamento non poteva essere spiegata con un satellite artificiale, per cui il caso andava riaperto e approfondito. Alla fine, Weitzel redasse un rapporto in cui arrivò alla conclusione che non poteva trattarsi di un satellite e neanche di Venere, che quel giorno si trovava a destra della Luna, mentre l'oggetto luminoso fu visto in un'altra posizione (a sinistra della Luna). Weitzel confermò invece che la foto di Buchert era ininfluente ai fini della valutazione del caso. Il rapporto del NICAP fu trasmesso all'USAF, ma la spiegazione ufficiale non fu cambiata. Anche il fisico James McDonald affermò che il caso andava riesaminato e la spiegazione dell'USAF aveva ingiustamente esposto al ridicolo gli ufficiali di polizia coinvolti. Nel 1968 il NICAP inviò il rapporto di Weitzel alla Commissione Condon, che però non ritenne necessario riesaminare il caso. Nel 1979 l'ufologo Brad Sparks ha inserito l'avvistamento della contea di Portage nella sua classifica dei dieci casi di UFO più importanti.
Negli anni novanta il caso è stato riesaminato dall'ufologo scettico Robert Sheaffer, che ha ipotizzato che Spaur e Neff avrebbero visto inizialmente non un satellite artificiale, ma un meteorite molto luminoso; successivamente essi avrebbero inseguito il pianeta Venere. I dettagli del racconto dei testimoni che sembrano contraddire l'ipotesi di Venere sarebbero spiegabili con imprecisioni nelle descrizioni dell'avvistamento. L'ipotesi del meteorite è stata contestata dall'ufologo David Rudiak, che ha obiettato che un meteorite così luminoso doveva essere avvistato anche da altri testimoni in un'area molto vasta, cosa che non risulta.

## Sviluppi successivi
Le vite dei protagonisti dell'avvistamento furono sconvolte. Neff si rifiutò di rilasciare interviste e di parlare del caso con chiunque; in seguito si trasferì in Florida. Anche Panzanella rifiutò di rilasciare interviste e addirittura si fece togliere il telefono di casa per non essere rintracciato. Huston lasciò il lavoro nella polizia e si trasferì nello stato di Washington a Seattle, dove lavorò come autista di autobus. Spaur lasciò il lavoro nella polizia e intraprese l'attività di imbianchino; sei mesi dopo si separò dalla moglie, si trasferì nella Virginia Occidentale dove lavorò come tassista e infine tornò in Ohio ritirandosi a Lakewood, dove aprì un bar.
Secondo l'ufologo Kevin Randle, lo sconvolgimento delle vite di queste persone prova la loro sincerità, ma non esclude di per sé che possano avere interpretato male ciò che hanno visto.

## Riferimenti cinematografici
Una scena del film Incontri ravvicinati del terzo tipo, che mostra tre auto della polizia che inseguono un UFO, è stata ispirata al regista Steven Spielberg dall'avvistamento della contea di Portage.